# Yukihiro Matsumoto
Yukihiro Matsumoto (jap. 松本行弘 Matsumoto Yukihiro; znany również pod pseudonimem Matz, ur. 14 kwietnia 1965) – programista wolnego oprogramowania z Japonii. Znany głównie jako autor języka programowania Ruby.
Autor książek:
- Ruby in a Nutshell (ISBN 0-596-00214-9)[3]
- The Ruby Programming Language (ISBN 0-201-71096-X)[4]